# Robert Wagenhoffer
 (signalé en mai 2025).
Si vous disposez d'ouvrages ou d'articles de référence ou si vous connaissez des sites web de qualité traitant du thème abordé ici, merci de compléter l'article en donnant les références utiles à sa vérifiabilité et en les liant à la section « Notes et références ».
- Archive Wikiwix
- Bing
- Cairn
- DuckDuckGo
- E. Universalis
- Gallica
- Google
- G. Books
- G. News
- G. Scholar
- Persée
- Qwant
- (zh) Baidu
- (ru) Yandex
- (wd) trouver des œuvres sur Wikidata

Robert A. Wagenhoffer, né le 5 juillet 1960 et mort le 13 décembre 1999 à Torrance (Californie), est un patineur artistique américain, double vice-champion des États-Unis (en 1979 en couple artistique et en 1982 en individuel).

## Biographie

### Carrière sportive
Robert Wagenhoffer est vice-champion des États-Unis en 1982 derrière son compatriote Scott Hamilton. Il représente son pays à deux mondiaux (1981 à Hartford et 1982 à Copenhague).
Il concourt aussi en couple artistique avec Vicki Heasley avec qui il est vice-champion des États-Unis en 1979. Ils représentent leur pays au mondial de 1979 à Vienne.
Il participe à quelques compétitions automnales de prestige comme le Skate America et le Trophée NHK en individuel et en couple artistique.
Il quitte le patinage amateur après les mondiaux de 1982, à l'âge de 21 ans.

### Reconversion
Il rejoint le spectacle américain de danse sur glace, les Ice Capades, une fois passé professionnel.
Il meurt le 13 décembre 1999, des complications du SIDA.

## Palmarès

### En individuel
| Compétitions principales    | 1978    | 1979    | 1980    | 1981    | 1982    |  |  |  |  |  |  |  |  |  |
| Jeux olympiques d'hiver     |         |         |         |         |         |  |  |  |  |  |  |  |  |  |
| Championnats du monde       |         |         |         | 10e     | 6e      |  |  |  |  |  |  |  |  |  |
| Championnats des États-Unis | 6e      | 5e      | 6e      | 3e      | 2e      |  |  |  |  |  |  |  |  |  |
|                             |         |         |         |         |         |  |  |  |  |  |  |  |  |  |
| Autres Compétitions         | 1977/78 | 1978/79 | 1979/80 | 1980/81 | 1981/82 |  |  |  |  |  |  |  |  |  |
| Skate America               |         |         |         |         | 2e      |  |  |  |  |  |  |  |  |  |
| Trophée NHK                 |         |         |         | 2e      |         |  |  |  |  |  |  |  |  |  |
|                             |         |         |         |         |         |  |  |  |  |  |  |  |  |  |

### En couple artistique
Avec sa partenaire Vicki Heasley
| Compétitions principales    | 1978    | 1979    | 1980    |  |  |  |  |  |  |  |  |  |  |  |
| Jeux olympiques d'hiver     |         |         |         |  |  |  |  |  |  |  |  |  |  |  |
| Championnats du monde       |         | 6e      |         |  |  |  |  |  |  |  |  |  |  |  |
| Championnats des États-Unis | 4e      | 2e      | 4e      |  |  |  |  |  |  |  |  |  |  |  |
|                             |         |         |         |  |  |  |  |  |  |  |  |  |  |  |
| Autres Compétitions         | 1977/78 | 1978/79 | 1979/80 |  |  |  |  |  |  |  |  |  |  |  |
| Skate America               |         |         | 3e      |  |  |  |  |  |  |  |  |  |  |  |
| Trophée NHK                 |         |         | 2e      |  |  |  |  |  |  |  |  |  |  |  |
|                             |         |         |         |  |  |  |  |  |  |  |  |  |  |  |